# Список умерших в 957 году

## Сентябрь
- 6 сентября — Людольф, герцог Швабии (950—954)[1].

## Дата смерти неизвестна или требует уточнения
- Арно I, граф Комменжа и Кузерана с ок. 940 года, Каркассона и Разеса с ок. 934 года, родоначальник дома Фуа-Каркассон[2].
- Вифред II, граф Бесалу (927—957)[3].
- Георгий II, царь Абхазии (923—957).
- Абу Исхак аль-Истахри, арабский географ.
- Марзубан ибн Мухаммад, эмир иранской области Азербайджан (941/942—957).